# Rune Säfvenberg
Rune Säfvenberg (18 gennaio 1961) è un ex sciatore alpino svedese.

## Biografia
Sciatore polivalente originario di Holmsund e padre di Charlotta, a sua volta sciatrice alpina, ottenne il primo risultato di rilievo in Coppa del Mondo il 7-8 dicembre 1979 a Val-d'Isère in combinata giungendo 8º: tale risultato sarebbe rimasto il migliore di Säfvenberg nel massimo circuito internazionale, nel quale colse l'ultimo piazzamento il 10-14 dicembre 1980 a Madonna di Campiglio/Val Gardena nella medesima specialità (14º). Non prese parte a rassegne olimpiche né ottenne piazzamenti ai Campionati mondiali.

## Palmarès

### Coppa del Mondo
- Miglior piazzamento in classifica generale: 61º nel 1980

### Campionati svedesi
- 1 oro (discesa libera nel 1980)[1]